# Sołominowie

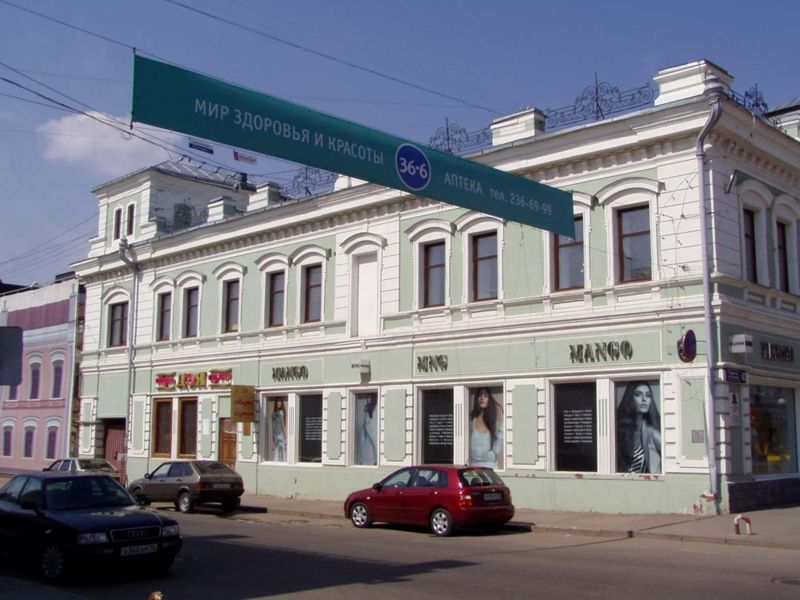
Pałac Sołominów w Kazaniu

Sołominowie (ros. Соломины) – rosyjska szlachecka rodzina będąca gałęzią staroruskiej familii Aładinowych. Ród, wywodzący się od dynastii Rurykowiczów (od linii książąt smoleńskich). Założyciel rodu - Iwan Jakowlewicz Aładin-Monastyrew (pokolenie 23 od Ruryka).